# Eivissenc
L'eivissenc és el subdialecte del català balear parlat a l'illa d'Eivissa i a l'illa de Formentera on pren el nom particular de formenterer. Se'n distingeixen quatre variants: eivissenc de Vila, a la ciutat d'Eivissa; portmanyí, al sud-oest, a Sant Antoni de Portmany, Fruitera i Sant Josep de sa Talaia; l'eivissenc central de Sta.Eulària; i l'eivissenc del nord, que es parla a Sant Joan de Labritja.

## Sintaxi
A més de compartir els trets característics del català balear, l'eivissenc té les següents particularitats:
- L'article salat masculí plural pren la forma es davant de vocal o h: es amos (mallorquí ets amos).
- Els plurals paroxítons mantenen la n llatina: jóvens, hòmens...
- Primera persona singular del present indicatiu particular: jo neix, mereix, estreny.
- En les combinacions de verb més pronom feble, en eivissenc l'accent recau sobre el verb. En mallorquí i menorquí l'accent recau en el pronom feble (mallorquí menjar-sè'l).
- El passat simple adoptava preferentment la forma simple en lloc de la perifràstica: aní per vaig anar. Aquesta característica és en retrocés i avui dia es fan servir les dues formes. A més, la primera persona del singular ha caigut en desús. Tant abans com ara es fan servir les dues: el que varia és quina s'utilitza més sovint.
- Imperatius amb formes del català clàssic: cregueu, dugueu, faceu.
- Primera i segona persona del plural del present d'indicatiu del verb estar amb els morfemes normals de les Balears -am i -au, és a dir, estam i estau. A Mallorca i Menorca es fan servir les formes esteim i esteis. En canvi, sí que es fan servir aquestes formes irregulars arcaiques enjondre amb els verbs fer, dir, veure, riure i dur (feim/feis, deim/deis, veim/veis, reim/reis i duim/duis), com a les altres illes.
- Augmentatius amb el sufix -el·lo (homenel·lo), mentre que en mallorquí i menorquí -el·lo és un diminutiu.
- Dos en femení no pren la forma dues, com en valencià i català antic.
- Pronoms personals: naltros, valtros, com en algunes zones meridionals del català central.
- Pronoms possessius femenins: meua, seua, teua, com en català occidental i català septentrional.
- Els pronoms febles davant el verb fan servir, indistintament, la forma plena i la reforçada pròpia de tot el català occidental: em dus o me dus...
- Els verbs tenir i venir conserven la e de l'arrel en ser conjugats: tenc, vénc, tendria, vengueres... La pronunciació és de e tancada quan és tònica (v[e]nc és del verb venir i v[ə]nc de vendre).
- Ús de formes verbals arcaiques, pròpies del valencià actual, en el subjuntiu. En el cas del present, només en verbs de la segona i la tercera conjugació (tenga, duga, puga, bega, visca... però canti, parli…) i en el pretèrit imperfet en totes les conjugacions, i amb ús compartit amb les formes verbals pròpies del català balear (cantasses/cantassis, beguesses/beguessis…).

## Fonètica
La fonètica de l'eivissenc és la pròpia del català balear, excepte alguns casos que s'aproxima més al català central:
- La o àtona es pronuncia u.
- La r final i la t final després de consonant generalment no es pronuncien, excepte car, or, cor...
- Jo i ja es pronuncien io, ia.
- Metàtesis: garrafó per gafarró, pixarell per passerell.
- A la part occidental d'Eivissa (Sant Josep i Sant Antoni -vegeu el mapa a la dreta-) no es fa servir la vocal neutra en posició tònica com a la resta de l'illa i a la major part de les Balears, sinó la e oberta com en el central.
- Es produeix la iodització de la ll com a la resta de les Balears, però no es produeix una desaparició absoluta del so com passa a moltes zones de les altres illes (per exemple fulla és fuia, però no fua).
- Les assimilacions consonàntiques són també molt menors que en mallorquí i menorquí. Per exemple, quan es troben dues esses en mallorquí i menorquí es pronuncien ts. Així doncs, ses sabates es pronuncia setsabates, però en eivissenc això no passa, es pronuncia sessabates, prolongant el so de la essa sorda, com en central.
- En general, l'accent és molt més suau que en mallorquí, amb una exageració significativament menor de la e i o obertes.

## Lèxic
El lèxic eivissenc presenta nombroses particularitats, així com abundant vocabulari compartit amb altres dialectes, no només balears sinó també amb el valencià, el català central i el rossellonès, sovint amb més d'un alhora.
Mots de continuïtat balear són: al·lot/al·lota 'noi/noia', asenada 'bestiesa' (amb les variants aseneria, fer s'ase, etc.), bambo 'ximple', canís 'canyís' (el topònim es Canar significa, doncs, 'el canyar'), polit 'bonic'. Blonco era 'oncle' (com en mallorquí, on 'blonco' conviu amb 'conco'), fins que va ser substituït fa dècades pel castellanisme tio, emprat també en valencià, però més adaptat al català, pronunciat amb diftong (igual que la segona síl·laba de 'estiu').
Alguns mots comuns amb el valencià són: calces 'mitges', colp 'cop', dacsa 'blat de moro', güelo/güela 'àvi/àvia', jupetí 'guardapits, armilla', lletuga 'encisam', palm 'pam', pardal 'ocell', pebrera [pəbrerə] 'pebrot', polp 'pop', teulat 'pardal', tomata [tumatə] 'tomàquet'
Entre les coincidències amb el rossellonès i/o l'occità hi ha: sous 'diners', sovent 'sovint', vesí 'veí'.
Amb el català oriental hi ha també nombroses coincidències:
- algú, algun, qualsevol ('qualcú', 'qualcun' i 'qualque' en mallorquí, menorquí i rossellonès)
- buscar ('cercar' en mallorquí i menorquí)
- fastig, aguda en eivissenc: [fəstítʃ], mentre que en mallorquí i menorquí s'empra 'oi'
- gat ('moix' en mallorquí i menorquí)
- home ('homo' en mallorquí i menorquí, pronunciats respectivament hom[o] i hom[u])
- nevolat 'núvol' ('nigul' en mallorquí)
- parlar i xerrar es fan servir en el mateix context que en central, mentre que en mallorquí i menorquí només es diu 'xerrar'
- tarda ('horabaixa' en mallorquí i 'capvespre' en menorquí)
- tombar 'fer caure' (en altres parlars catalans vol dir 'fer-se la volta')

Pel que fa als mots específics eivissencs, alguns exemples en són:
- aquinetes 'aquí', si bé és una paraula en retrocés que la població jove no fa servir
- baldraca 'càntir' (s'ha d'anar amb compte amb el plural, 'baldraques', ja que segons el context pot significar 'pits femenins')
- calar 'posar' (es fan servir totes dues paraules com a sinònims)
- calçons 'pantalons'
- cassogues 'pessigolles'
- endevineta 'endevinalla, endevinador'
- entrepussall 'obstacle' i entrepussar 'entrebancar-se, ensopegar, entropessar'
- estrivancos designava inicialment les espardenyes velles emprades per a fer feina i actualment, per extensió, qualsevol calçat vell en to despectiu
- feiner 'treballador', dia fener 'dia feiner'
- fonyar 'trepitjar' (conviu amb 'calcigar' (c[u]lsigar) o, si es fa amb malícia, poltronyar)
- jugaroll 'joguina'
- llaguiar 'endarrerir' (i llagui 'trastorn')
- moll 'tou', remull 'moll, xop' (aquesta darrera també s'hi empra), remullar 'mullar'. Remull i remullar es pronuncien amb iodització ('remui', 'remuiar'), però 'moll' no ('mo[ʎ]')
- remendós 'espavilat' (també es pot dir que una persona és puta o molt puta per dir que és espavilada)
- sol post 'capvespre' (des del moment que es comença a pondre el sol fins que la seva llum desapareix completament i és de nit; per tant, no es tracta d'una concepció cultural sinó física, segons com és el sol)
- Uc és un crit típic eivissenc, que s'usava per a cridar-se en la distància o per a fer befa o reptar-se. Hi ha un conegut grup musical eivissenc homònim.

Finalment, com a canvis semàntics es poden esmentar:
- boix 'nen' ('nin' en mallorquí i 'fillet' en menorquí)
- garrit, garrida 'nen, nena' o 'noi jove, noia jove' (convivint amb 'boix, boixa' i 'al·lot, al·lota')
- llaminer 'fi de tracte'
- lleu 'pulmó'
- lleu-lleu 'a poc a poc, suaument, lentament'
- llevat de quatre '(fugir) a galop, corrents'
- meco 'nen' en to despectiu
- mesquín 'infeliç, pobret' en to compassiu
- mica 'gens'
- pebràs 'rovelló'

El casament és una casa de camp (tot i que també es pot referir a unes noces). El porxo és la sala principal i més gran d'un casament, al voltant de la qual s'organitzen les habitacions ('cases') d'aquesta. Feia les funcions de sala d'estar i a la vegada s'hi feia feina. Una casa és, doncs, cadascuna de les cambres que componen el casament, llevat del porxo i la cuina.

## Variants de l'eivissenc

Extensió de Ĭ, Ē > [ε] a les Pitiüses, a l'oest de l'illa d'Eivissa

Les diferències entre les dues variants d'eivissenc es limiten a algun tret fonètic i al lèxic. Allà on divergeixen, la variant del pagès és més arcaica i més pròxima a les formes balears, i la variant de Vila té alguna influència d'altres subdialectes del català, com el central o el sud-occidental.
| Vila                  | Pagès                 | Nota                                           |
| --------------------- | --------------------- | ---------------------------------------------- |
| aigua, llengua...     | aigo, llengo          | pronunciat com "u": aigu, llengu               |
| ametler, metla        | ametller, metlla      |                                                |
| delfí                 | galfí                 |                                                |
| desset, devuit, denou | disset, divuit, dinou |                                                |
| dut                   | duit                  | duit en mallorquí i menorquí                   |
| esmorzar              | morzar                | berenar en mallorquí i menorquí                |
| faig                  | faç                   | faç en mallorquí i menorquí                    |
| família, memòria...   | famili, memori...     |                                                |
| güelo                 | major                 | avi al Principat, padrí a Mallorca i Tarragona |
| millor                | mellor                |                                                |
| ningú                 | nengú                 |                                                |
| siré, siria           | seré, seria           |                                                |
| vore                  | veure                 |                                                |

A més, la banda occidental de l'illa, a Sant Josep de sa Talaia i part de Sant Antoni de Portmany, es caracteritza per l'absència de la e neutra tònica.